# Напад титана
Напад титана (јап. 進撃の巨人 Shingeki no Kyojin, енгл. Attack on Titan) јапанска је манга серија коју је написао и илустровао Хаџиме Исајама. Прича се одвија у свету где је човечанство приморано да живи унутар три велика бедема како би се заштитило од титана, огромних човеколиких бића који једу људе. Протагониста манге је Ерен Јегер који жели да истреби све титане након што су му уништили дом и убили мајку. Наслов се од септембра 2009, до априла 2021. године објављивао у месечном шонен часопису Bessatsu Shōnen Magazine, и његова поглавља су сакупљена у 34 танкобон тома.
Манга је адаптирана у аниме серију. Прве три сезоне је анимирао студио Wit, док четврту (тренутну) сезону ради студио MAPPA. Прва сезоне се емитовала у Јапану од априла, до септембра 2013. године и имала је 25 епизода. Друга сезона се емитовала од априла до јуна 2017. године, са укупно 12 епизода. Трећа сезона је имала 22 епизоде, подељене на два дела; први део треће сезоне је садржао 12 епизода и емитовао се од јула до октобра 2018. године, док су осталих 10 епизода емитовани у периоду од априла до јула 2019. године. Четврта сезона је подељена на три дела; први део (16 епизода) емитовао се од децембра 2020, до марта 2021. године, други део (12 епизода) се емитовао од јануара до априла 2022. године, а трећи део који се састоји од две епизоде се емитовао у марту и новембру 2023. године.
У Србији, издавачка кућа Darkwood је превела мангу на српски језик.

## Синопсис

### Свет
Свет Напада титана ограничен је на простор унутар три велика бедема. То је дом преостале људске популације, познатих као Елдијци. Пре сто година, појавом титана, човечанство је било умало истребљено. Преживели су основали заједницу унутар три велика бедема, уживајући тако век мира. Како би се одбранили од титана, војска је осмислила справу са жицама и кукама која омогућава кориснику да се креће кроз ваздух док се бори против огромних титана.
Постоје различите врсте титана. Чисти титани су најслабији и најучесталији титани, чије је понашање лако предвидети, па их је лако убити. Абнормални титани су чисти титани чије је понашање теже предвидети, што их чини далеко опаснијим. Девет титана, познати као мењачки титани (Нападачки, Колосални, Оклопни, Женски, Зверски, Чељусни, Теретни, Ратни Чекић и Оснивачки), су најјачи титани; сваки је у стању да мења своју појаву између људске и титанске како би приступио својим титанским способностима. Многи мењачки титани такође поседују способност да по вољи очврсну одређене делове свог тела, обично како би их учинили практично непробојним, или да би ојачали своје ударце током борбе.
Чисти титани се стварају када се Елдијцима убризга кичмена течност чистих титана. Ако чисти титан поједе особу која поседује једног од девет титана, Елдијац ће се вратити у људски облик и добити моћи тог мењачког титана, након чега ће бити проклет да живи још само 13 година. Ако њихове моћи не наследи други Елдијац пре њихове смрти, њихове моћи ће наследити елдијска беба рођена убрзо након тога, без обзира на удаљеност или крвно сродство.
Како прича напредује, ликовима и публици се открива права природа титана и постојање цивилизације ван зидина.

### Радња
Ерен Јегер је дечак који живи у граду Шиганшина, који се налази на крајњем од три кружна бедема који штите своје становнике од титана. Године 845, први бедем (бедем Марија) пробијају два нова типа титана, Колосални титан и Оклопни титан. Након уласка титана у град, Еренову мајку је појео Насмејани титан, а Ерен бежи. Заклиње се да ће се осветити свим титанима и пријављује се у војску заједно са својом усвојеном сестром Микасом Акерман и својим најбољим пријатељем Армином Арлертом. Пет година након пада Шиганшине, Колосални титан напада град Трост, који се налази на другом унутрашњем бедему (бедем Росе). Ерен помаже у успешној одбрани града након што открије мистериозну способност да се претвори у свесног Нападачког титана. Поред тога, враћају му се сећања на оца који му је дао ову способност убрзо након пада зида Марије и рекао му да се истина о њиховом свету може пронаћи у подруму њихове куће у Шиганшини. Ови догађаји привлаче пажњу Извиђачког корпуса и њиховог команданта, Ервина Смита, који намерава да искористи своју моћ да поврати бедем Марија и дође до подрума Јегерових. Ерен, Микаса и Армин су пребачени у Одред за специјалне операције, под старатељством капетана Левија Акермана и Ханђи Зои.
Током експедиције у шуму између бедема, Ерен и његови сапутници наилазе на свесног Женског титана, коју касније разоткривају као своју војну другарицу Ани Леонхарт. Уз помоћ својих пријатеља, Ерен се бори и побеђује Ани, која формира непробојни кристални омотач око себе. Након борбе, откривено је да постоје титани који спавају унутар бедема (познати као бедемски титани). Убрзо након тога, чисти титани се мистериозно појављују унутар бедема Росе без доказа о томе како су ушли, у пратњи свесног Зверског титана. За Имир, једну од нових дипломаца Извиђачког корпуса, открива се да се такође може трансформисати у свесног Чељусног титана, док се Имирина блиска пријатељица Криста Ленц открива као Хисторија Рејс, чланица краљевске породице. Два друга члана Извиђачког корпуса, Рајнер Браун и Бертолт Хувер, откривају се као Оклопни и Колосални титан. Покушавају да киднапују Ерена и Имир, али не успевају. У бици која је уследила, Ерен открива још једну моћ у себи звану „Координата”, која му омогућава да контролише друге титане, које користи да убије Насмејаног титана и пошаље хорду чистих титана да нападну Рајнера и Бертолта. Ово приморава њих двојицу да побегну, током чега Имир добровољно бежи са њима, приносећи себе као жртву да спречи Хисторију да буде мета непријатеља. Након ових догађаја, утврђено је да су чисти титани који су се изненада појавили унутар бедема Росе били становници разних села унутар поменутог бедема, који су на неки начин претворени у титане. Ово доводи ликове до закључка да су сви чисти титани, у ствари, трансформисана људска бића.
Ерен и његови пријатељи придружују се Левијевом одреду, док је Извиђачки корпус на мети војне полиције коју води Кени Акерман, Левијев ујак. Том приликом откривају да трансформацијом у чистог титана путем серума направљеног од кичмене течности и једењем другог мењачког титана, особа може стећи титанске способности, као и да су Хисторија и њен отац, Род Рејс, једини преживели чланови краљевске крвне лозе. Род киднапује Ерена јер је у поседу Оснивачког титана, којег је добио његов отац Гриша након што је појео Фриду Рејс (Хисторијину полусестру), након чега је Ерен појео свог оца. Род се претвара у монструозног абнормалног титана, али га убија Хисторија (уз помоћ Извиђачког корпуса), након чега је проглашена краљицом.
Након што је решио политичке немире, Извиђачки корпус предводи успешну операцију за поновно заузимање Шиганшине, борећи се против Зверског, Колосалног, Оклопног и Теретног титана, али претрпевши огромне жртве, при чему Ервин умире током самоубилачког напада на Зверског титана, а Армин стиче власништво над Колосалним титаном када му Леви убризгава серум који му је дао Кени, након што је појео Бертолта. Ерен и његови сапутници враћају се у његову кућу из детињства, где откривају истину свог света: они су заправо Елдијци, заклети непријатељи освајачких Марлијаца и да су затворени у бедемима након што је првобитни краљ Карл Фриц побегао од рата. Они нису последњи преживели људи како им је речено, већ затворена секта Елдијаца на изолованом острву званом Парадис. Пошто су они „Имирини субјекти” који се могу претворити у титане убризгавањем титанске кичмене течности, Елдијци су и даље угњетавани од стране Марлијаца. У години након битке код Шиганшине, Извиђачки корпус убија све преостале чисте титане на острву.
Три године касније, Извиђачки корпус покреће напад на марлијску престоницу, Либерио, који су организовали Ерен и његов полубрат Зик, који је власник Зверског титана. Том приликом, Ерен убија Вилија Тајбура, Елдијца који је (заједно са својом породицом) контролисао Марлију из сенке, и добија власништво над Титаном Ратног Чекића након што је појео његовог претходног власника, Вилијеву сестру Лару. Међутим, Ерен бива затворен због деловања против наређења, али успева да побегне са фракцијом екстремистичких војника са Парадиса познатих као Јегеристи. Зик је задржан у Левијевом притвору, али успева да побегне, тешко га ранивши, али га не убивши.
Марлијска ваздушна флота, предвођена Рајнером, покреће инвазију на Парадис, а у бици која је уследила настаје хаос. Ерен и Зик се поново удружују, што их води до Стаза — низа капија које повезују све Елдијце кроз време и простор. Тамо се сусрећу са свешћу Имир Фриц — оригиналног титана — чија је измучена прошлост довела до њеног заточеништва на Стазама током хиљада година. Зик покушава да убеди Имир да испуни његову жељу и спречи Елдијце да се размножавају масовном стерилизацијом. Уместо тога, међутим, Ерен убеђује Имир да употреби своју моћ да изазове Тутњаву — ослобађајући хиљаде бедемских титана који су држани унутар парадиских бедема и предводећи их у геноцидни марш да убију све људе ван острва.
Извиђачки корпус се удружује са преосталим марлијским снагама, укључујући Рајнера и сада ослобођену Ани да зауставе Ерена, и они побеђују Јегеристе пре него што се сукобе са Ереном. Након што Леви убије Зика и мистериозно створење које је извор свих моћи титана, Микаса убија Ерена, узрокујући нестанак моћи титана, враћајући све титане у људски облик, и одузимајући мењачким титанима њихове моћи, ослобађајући тако све Елдијце од клетве. Открива се да је оно што се догодило део Ереновог плана да поштеди двадесет посто човечанства, при чему су Армин, Леви, Микаса и остали препознати као хероји у очима света јер су га убили и зауставили Тутњаву.
Три године касније, док се Парадис и остатак света обнављају, Армин и његови савезници почињу мировне преговоре које предводи краљица Хисторија. Микаса сахрањује Ерена испод дрвета на брду у близини Шиганшине. Дрво расте током времена и почиње да личи на оно где је живео организам који је Имир дао моћ титана. Неодређено време након Микасине смрти, модернизована Шиганшина је у рату претворена у рушевине. Серија се завршава тако што дечак прилази дрвету које је постало окружено дивљином, што указује да би се титани могли поново вратити.

## Стварање
Хаџиме Исајама је 2006. године написао краћу верзију Напада титана која је имала 65 страна. Испрва је причу понудио издавачкој кући Shueisha у нади да ће је објавити у часопису Weekly Shōnen Jump, али му је речено да измени стил и причу како би задовољио критеријуме њиховог часописа. Исајама је одбио, и своју причу однео часопису Weekly Shōnen Magazine коју поседује компанија Kodansha. Манга је почела да се објављује 2009. године, али Исајама је и пре тога имао пуно идеја за причу. Свет, односно окружење, инспирисан је Исајаминим родним градом Хитом (префектура Оита) који је окружен планинама.
Исајаму је напала муштерија док је радио у интернет кафеу, што га је научило колико је страшно „кад упознаш особу са којом не можеш да комуницираш“ и инспирисало га да смисли титане. За дизајн титана користио је великане борилачких вештина као што су Јушин Оками (за Ереновог титана) и Брок Леснар (за Оклопног титана). Џорџ Вада, продуцент аниме адаптације, рекао је да је „Бедем страха“ инспирисан самом јапанском културом која тежи да буде изолована од остатка света. Такође је рекао да се прича фокусира на индивидуална осећања свих ликова. Исајама је касније признао да је Напад титана делимично инспирисан визуелним романом Muv-Luv Alternative, који је други у низу романа серије Muv-Luv.
Исајама процењује да му је за свако месечно издање требало око недељу дана да испланира панеле, а три недеље да исцрта поглавље. Прича је била испланирана унапред, толико да је знао која „истина“ ће се разоткрити у ком тому. Септембра 2013. године, рекао је да би желео да се прича заврши у двадесет томова. Исајама је испрва планирао да му крај приче буде као у Измаглици Стивена Кинга, у смислу да је хтео да му сви ликови умру; али због позитивног пријема, одлучио је да поштеди фанове.
Новембра 2018. године, јапански документарни програм Jōnetsu Tairiku емитовао је епизоду о Исајаминој потешкоћи да заврши мангу, где је потврдио да је прича у последњој фази. Децембра 2019. године, Исајама је рекао да мангу планира да завшри 2020. године. Јуна те године, рекао ја да му је остало још 5% да заврши мангу, и да ће вероватно бити готова наредне године. Новембра исте године, проценат се смањио на 1-2%, а јануара 2021. године, објављено је да се манга завршава 9. априла 2021, након једанаест година публиковања.

## Франшиза

### Манга
Мангу Напад титана написао је и илустровао Хаџиме Исајама. Индивидуална поглавља објављивала су се од септембра 2009, до априла 2021. године у тада новонасталом часопису Bessatsu Shōnen Magazine компаније Kodansha. Поглавља су сакупљена у 34 танкобон тома; први је изашао 17. марта 2010, а последњи 9. јуна 2021. године.
У Србији, мангу је превела издавачка кућа Дарквуд.

#### Спинофи
Пародија базирана на манги у којој су ликови искарикирани (чиби стил) се под називом Attack on Titan: Junior High од 9. априла 2012, до 9. јула 2016. године објављивала у истом часопису као и оригинална манга. Аутор пародије је Саки Накагава, а прича се бави ликовима из Напада титана који се поред проблема са титанима, муче са средњом школом. Сатоши Шики и Рјо Сузуказе написали су мангу базирану на серији преднаставака, односно лајт романа Attack on Titan: Before the Fall. Манга се објављивала у часопису Monthly Shōnen Sirius од 26. августа 2013, до 26. марта 2019. године. Мангу базирану на визуелном роману No Regrets написао је Гун Снарк, а илустровао/ла Хикару Суруга. Објављивала се под називом Attack on Titan: No Regrets од 28. септембра 2013, до 18. јуна 2014. године у шоџо часопису Aria и бави се прошлошћу капетана Левија, једног од главних ликова серије. Серију стрипова од четири панела (јонкома) аутора Хоунори објављивала се на апликацији Manga Box од 4. децембра 2013, до 31. децембра 2014. године, и то под називом Spoof on Titan. Роман Attack on Titan: Lost Girls Хирошуја Секоа адаптиран је у мангу која се у истом часопису као и оригинална манга објављивала од 9. августа 2015, до 9. маја 2016. године.

### Романи
Роман-преднаставак од три тома, Attack on Titan: Before the Fall, написала је Торес Шибамото, а илустровао/ла Рјо Сузуказе. Први том прати творца справе која омогућава извиђачима да се крећу кроз ваздух док се боре, док се друга два тома баве младићем који је као беба нађен у стомаку титана. Роман Attack on Titan: Harsh Mistress of the City илустровао је Ренџи Мурата, а написао/ла Рјо Каваками, и објављивала се од 1. августа 2014, до 1. маја 2015. године. Хироши Секо је написао Attack on Titan: Lost Girls, роман од три кратке приче који је објављен 9. децембра 2014. године. Рејчел Арон, амерички аутор, написала је Garrison Girl: An Attack on Titan Novel, роман који је издавачка кућа Quirk Books објавила 7. августа 2018. године.

### Аниме
Манга је адаптирана у аниме серију од четири сезоне. Прве три сезоне анимирао је студио Wit. Режију прве сезоне вршио је Тецуро Араки, и емитовала се у Јапану од 7. априла до 29. септембра 2013. године на каналу , са укупно 25 епизода. Другу и трећу сезону је режисирао Масаши Коизука. Друга сезона се емитовала од 1. априла до 17. јуна 2017. године на каналу , са укупно 12 епизода, док се трећа сезона (подељена на два дела) емитовала од 23. јула 2018, до 1. јула 2019. године на каналу , са укупно 22 епизоде. Четврту сезону, чији је други део почео са емитовањем 10. јануара 2022. године, анимирао је уместо Wit-а студио MAPPA. Први део четврте сезоне (16 епизода) емитовао се од 7. децембра 2020, до 29. марта 2021. године; други део (12 епизода) се емитовао од 10. јануара, до 4. априла 2022. године, а трећи се састоји од две епизоде које су емитоване 4. марта и 5. новембра 2023. године.
Осим оригиналне манге, одређени романи и спинофи су такође адаптирани у аниме серију. Манга Attack on Titan: No Regrets је адаптирана у две оригиналне видео анимације које су биле увршћене у 15 и 16 томове оригиналног серијала који су изашли 9. децембра 2014. и 9. априла 2015. године. Пародија Attack on Titan: Junior High је такође адаптирана у аниме серијал, емитован од 4. октобра до 20. децембра 2015. године са укупно 12 епизода.  је адаптиран у три оригиналне видео анимације, увршћене у 24, 25. и 26. том 2017−2018. године.

### Видео игре
Посада из компаније Nitroplus је у колаборацији са студијом Production I.G прозивела четири видео игрице базиране на манги. Nitroplus као компанија није имала удела у продукцији, већ само њени радници. Игрице адаптирају спиноф манге у форми визуелних романа, и продаване су у првим копијама трећег и шестог Blu-ray диска аниме серије. Исајама је надгледао продукцију. Прва два визуелна романа (Lost in the Cruel World и Wall Sina, Goodbye) су адаптације серијала Attack on Titan: Lost Girls и били су увршћени у трећи и шести диск. У трећем диску је такође био кратки преглед визуелног романа базираног на No Regrets серијалу (A Choice with No Regrets) који је у шестом диску добио пун облик, заједно са визуелним романом Forest of the Night, Burning Bright, којег је написао Чин Хаганеја. Осим ова четири визуелна романа, компанија Koei Tecmo је прозивела Attack on Titan: Escape from Certain Death за конзолу Nintendo 3DS. Оригинално је требало да изађе 30. марта 2017. године, али је датум био померен на 11. мај исте године.
Компанија Spike Chunsoft је за Nintendo 3DS конзолу произвела игрицу Attack on Titan: Humanity in Chains. Игрица је у Јапану објављена 5. децембра 2013. године, а у Северној Америци и Европи, 12. маја и 2. јула 2015. године.  Компанија је такође произвела игрицу Attack on Titan 2: Future Coordinates исто за конзолу Nintendo 3DS. Игрица је изашла 30. новембра 2017. године.
Компаније Koei Tecmo и Omega Force су прозивеле игрицу са истим именом као и манга (Attack on Titan), и то за конзоле PlayStation 4, PlayStation 3, PlayStation Vita; и касније за Xbox One и PC. Игрица је у Јапану изашла 18. фебруара 2016. године, и била је довољно популарна да добије наставак (Attack on Titan 2) марта 2018. године. Наставак је наредне године добио експанзију (Attack on Titan 2: Final Battle) за конзоле PlayStation 4, Nintendo Switch, Xbox One (компатибилна и са Xbox One X), и за PC преко Steam-а.
Серија има неколико мобилних игрица. У игрици Attack on Titan: Howl Toward Freedom компаније Mobage, играчи морају да живе ван бедема након што је њихов лик протеран. Апликација Attack on Titan: Assault компаније GameSamba изашла је 16. јуна 2019. године. Компанија DeNA прозивела је мобилну игрицу Attack on Titan: Tactics која је изашла 19. септембра 2019. године. Компанија Enish је 9. септембра 2021. године објавила да ће ускоро изаћи апликација Attack on Titan: Brave Order.
Јула 2016. године, у игрици Dead or Alive 5 Last Round убачени су костими из Напада титана, заједно са ареном окруженом бедемом коју напада титан. Елементи из серије су се такође појавили у специјалном догађају у игрици . Ликови из Напада титана су се 2020. године такође појавили у мобилној игрици .
Компанија Capcom је планирала да објави аркадну игру Shingeki no Kyojin: Team Battle, али је игрица отказана 2018. године.

### Играни филмови и серије
Октобра 2011. године објављено је да ће серија бити адаптирана у играни филм. Децембра наредне године, Тецуја Накашима је напустио позицију режисера због тога што је, наводно, имао другачије идеје од дистрибутера филма, компаније . Децембра 2013. године, Шинџи Хигучи је преузео позицију режисера и надгледао је одељење за специјалне ефекте. Заједно са Исајамом, сценаристи за филм били су Јусуке Ватанабе и критичар/стручњак за супкултуру Томохиро Мачијама. Јула 2014. године, објављено је да ће филм бити подељен на два дела, и да ће почети са приказивањем на лето наредне године, као и да се неки ликови из оригиналне серије, Леви и Ервин, неће појављивати у филмовима. Кратак трејлер за филм објављен је марта 2015. године. Наредног месеца, објављен је трејлер за први део у коме се налазио наслов за други део, Attack on Titan: End of the World. Јуна 2015. године изашао је трећи трејлер, а сами филмови су изашли неколико месеци касније. Први део је изашао 14. јула 2015. године у Америци (Холивуд), односно 1. августа у Јапану.  Други део је изашао 19. септембра 2015. године у Јапану.
Мини-серија од три епизоде, Attack on Titan: Counter Rockets (進撃の巨人 反撃の狼煙, Shingeki no Kyojin: Hangeki no Noroshi), која хронолошки претходи филму и користи исте глумце, стримована је 15. августа 2015. године на сајту dTV компаније .
На насловници 21. тома, објављено је да ће од 28. јула до 3. септембра 2017. године серија бити адаптирана у позоришну представу. Међутим, наступ је отказан након што је члан особља доживео несрећу.
Deadline Hollywood је на свом сајту 17. јануара 2017. године написао да Warner Bros. планира да откупи права за франшизу. Дејвид Хејман, продуцент Хари Потер серије и филма Фантастичне звери и где их наћи, је рекао да би радо урадио римејк јапанских филмова. Међутим,  дан након његове објаве, компанија Kodansha је рекла да није у никаквим договорима са Warner Bros.-ом. Ипак, 29. октобра 2018, откривено је да су Warner Bros. и Kodansha склопили уговор, и да ће режију вршити Енди Мускијети (То).

### Остало
Манга има два водича, Inside и Outside, објављена 9. априла и 9. септембра 2013. године. Водичи садрже концепт-арт, профиле ликова и интервјуе. У Америци су спојена у једну књигу објављену 16. септембра 2014. године.
Јануарско издање часописа Bessatsu Shōnen Magazine из 2014. године је садржало кратку CD драму од 16 минута..
Амерички писац Ч. Б. Цебулски је 3. новембра 2014. године објавио да ће Напад титана имати заједнички пројекат са Марвелом. Цебулски је написао сценарио са причу коју му је Исајама послао. У стрипу су се Спајдермен, Осветници и Чувари галаксије борили против Титана на улицама Њујорка. За време промоционалног догађаја Free Comic Book Day из 2015. године, заједно са Марвеловим стрипом Secret Wars, приказана је презентација за „Напад Осветника“ (Attack on Avengers) који је написао Исајама, а илустровао Џерардо Сандовал. Исте године, на конвенцији New York Comic-Con откривено је да ће ускоро бити објављена антологија за „Напад Осветника“.
Universal Studios у Јапану је од 23. јануара до 10. маја 2015. држао догађај у коме су посетиоци могли да виде Ереновог титана у природној величини како се бори са женским титаном из серије. Од осталих атракција имали су титана са којима су гости могли да се сликају. Компанија је од 31. маја до 25. августа 2019. одржала још један, сличан догађај. Исте године, 3. јула, на програму Fuka Yomi Dokushokai телевизијске станице NHK BS Premium одржана је дискусија о Нападу титана. То је био први пут да се манга наслов појавио на том програму.

## Пријем

### Зарада
Издавачка кућа Kodansha признаје да је због Напада титана први пут након осаманест година имала пораст у заради. Аниме адаптација је повећала популарност манге, за коју је дневни лист Mainichi Shimbun рекао да је „хит који се деси једном у деценији“. Компанија  Oricon је априла 2014. године објавила да је продато 30 милиона томова манге. До новембра те године, број је порастао на 45 милиона, а до децембра 2019. године на 100 милиона.
Прва рунда штампе дванаестог тома је продата у 2,2 милиона копија, због чега је Напад титана заузео треће место на листи манги које су у првом кругу продата у више од два милиона примерка (прва два места заузимају One Piece и Убица демона). Тринаести том је превазишао тај број са 2,750 000 примерака, због чега је Kodansha оборила рекорд. Напад титана је 2013. године била друга најпродаванија манга, са 15,933 801 примерака. Почетком наредне године, први пут након пет година, Напад титана је оборио One Piece мангу са првог места. Исајама се због тога захвалио фановима. Крајем године манга се вратила на друго место, са 11,728 368 продатих копија. Заузела је треће место 2015, четврто 2016, и друго место 2017. године. Држала је четврто место целе 2021. године. Тридесет и трећи том је почетком те године држао 22. место на листи најпродаванијих манги, да би крајем године спао на двадесет и шесто.
Шест од седам томова (енглеско издање) су 13. октобра 2013. године били на бестселер листи за ту недељу, а први том је ту позицију држао 81 недељу. Јуна 2015. године, први том је по стоти пут за редом био на топ десет листи, са 2,5 милиона продатих копија. Није изгубио ту позицију ни наредне године. Напад титана је септембра 2013. године био најпродаванији графички роман у Америци, са тим да је први том октобра исте године био заслужан за тај податак.

### Рецензије и критике
Многи критичари верују да прича у Нападу титана представља „безнађе које данашња омладина осећа“. Мао Јамаваки је рекла да је „манга у својој сржи прича о одрастању, “ са мистеријама које ликови морају да разоткрију. Многим критичарима се није свидео цртеж манге, а и сам Исајама је признао да има „аматерски“ стил. Додуше, ти исти критичари су након неколико година рекли да му се стил побољшао. Један од њих је коментарисао да прича не би била довољно „језива“ да је стил „чистији“. Џејсон Томсон је приметио да ликови постају јачи сваки пут када се нађу у шкрипцу, али и да је упркос томе манга „превише добра да се не прочита".
Манга је популарна не само у Јапану, већ и широм света. Аниме адаптација се 27. маја 2013. године појавила на насловној страни дневног листа у Хонгконгу. Међутим, серија је критикована у Јужној Кореји, где је један њихов дневни лист коментарисао да Напад титана има јаку војну тематику која се слаже са политичким вредностима јапанског премијера Шинзоа Абе. У Хонгконгу су најезду титана у серији видели као метафору за Кину. Један њихов коментатор је похвалио Исајамин стил, као и сам свет Напада титана.
Исајама је на једном блогу 2010. године алудирао да је дизајн Дота Пиксиса, једног од ликова, базиран на јапанском генералу Акијами Јошифуруу, који је за време окупације Кореје и Кине вршио многе грозоте, као што је масакр на порт Артуру. Исајами су због тога многи интернет корисници претили смрћу. Јапански медији верују да те претње нису сласли њихови грађани јер су многе имале граматичке грешке. Манга је 2015. године забрањена у Кини.
Многи критичари су Елдијце из манге повезали са Јеврејима, а Марлијце, њихове окупаторе, са Нацистима. Ова поређења су навела многе да верују да Исајама подржава антисематизам и фашизам, као и да промовише национализам и теорију јеврејске доминације. С друге стране, иако се слажу да су Елдијци алузија на Јевреје, многи сматрају да их Исајама није приказао као зликовце, већ као људе са којима треба да саосећамо. Шан Амин је приметио да је Напад титана омиљен међу чановима нео-нацистичких и расистичких група на интернету, додајући додуше да такви људи „воле да бирају делове који њима одговарају“.

### Награде
Манга Напад титана је 2010. и 2011. године добила препоруку жирија на 14. и 15. Медија Артс фестивалу. Године 2011. у анкети коју спроводи часопис Kono Manga ga Sugoi!, Напад титана је именован за најбољу мушку мангу. Наредне године спао је на осмо место, да би се 2014. попео на шесто. На француском сајту manga-news, манга је 2013. године освојила прво место на такмичењу за најбољи шонен. Америчка Асоцијација књижевности за младе је именовала Напад титана за „Одлични графички роман за тинејџере“. Била је на Да Винчијевој „Књизи године“ 2013. и 2014. године. Године 2019. именована је за најбољу мангу 2010их, по процени сајта CBR.com. У анкети за топ 100 манги коју спроводи ТВ Асахи, Напад титана је 2021. године освојио шесто место. Исте године, једно од специјалних издања манге се нашло у Гинисовој књизи рекорда за „највећи стрип“.
| Година                               | Награда                                            | Категорија                          | Резултат   | Реф.    |
| ------------------------------------ | -------------------------------------------------- | ----------------------------------- | ---------- | ------- |
| 2011                                 | 35. Коданшина награда за манге                     | Коданшина награда за најбољу мангу  | Освојено   | [ 149 ] |
| 4. Награда Таишо                     | Таишо за најбољу мангу                             | Номинација                          | [ 150 ]    |         |
| 2012                                 | 16. Културолошка награда Тезука Осаму              | Главна награда                      | [ 151 ]    |         |
| 2013                                 | 20. Аниме и манга Гранд При                        | Манга највећег потенцијала          | Освојено   | [ 152 ] |
| 19. Барселонска манга награда        | Најбоља манга у категорији за шонен                | [ 153 ]                             |            |         |
| 6. Стрипска награда Брос             | Главна награда (анимирани стрип)                   | [ 154 ] [ 155 ]                     |            |         |
| 2014                                 | 18. Културолошка награда Тезука Осаму              | Главна награда                      | Номинација | [ 156 ] |
| 21. Аниме и манга Гранд При          | Најбоља манга                                      | Освојено                            | [ 157 ]    |         |
| Награда Е-књига                      | Главна награда                                     | [ 158 ]                             |            |         |
| Награда Е-књига                      | Категорија за стрип                                | [ 158 ]                             |            |         |
| 17. Награда Атилио Мичелузи          | Награда Атилио Мичелузи за најбољу инострану мангу | [ 159 ]                             |            |         |
| Награда Игл за стрип                 | Омиљена манга                                      | [ 160 ]                             |            |         |
| 27. Награда Харви                    | Најбоље америчко издање иностраног штива           | [ 161 ]                             |            |         |
| Награда Почи                         | Најбоља инострана манга                            | [ 162 ]                             |            |         |
| 20. Барселонска манга награда        | Најбоља манга у категорији за шонен                | [ 163 ]                             |            |         |
| Награда Нео                          | Најбоља манга                                      | [ 164 ] [ 165 ]                     |            |         |
| 2015                                 | 1. Награда Сугој                                   | Најбоља манга                       | [ 166 ]    |         |
| 11. Награда Аниманија                | Најбоља инострана манга                            | [ 167 ]                             |            |         |
| Гудридсова награда по избору публике | Најбољи графички роман и стрип                     | 3. место                            | [ 168 ]    |         |
| 2021                                 | 27. Барселонска манга награда                      | Најбоља манга у категорији за шонен | Номинација | [ 169 ] |
| 2022                                 | Награда Бабелио                                    | Најбоља манга                       | [ 170 ]    |         |
| 53. Награда Сеиун                    | Најбољи стрип                                      | [ 171 ]                             |            |         |

## Спољашњи извори
- (на језику: јапански)
- на Коданшином сајту
- Напад титана на Енциклопедији за научну фантастику